# Kak Channthy
Kak Channthy ou Srey Thy (née le 26 février 1980 et morte le 20 mars 2018) est une chanteuse cambodgienne, principalement connue pour sa participation au groupe Cambodian Space Project.

## Biographie

### Jeunesse
Kak Channthy grandit dans la région de Prey Veng (dans le sud-est du Cambodge) ; elle est issue d’une famille modeste, et doit quitter l’école pour aider ses proches dans les champs. Elle travaille ensuite comme ouvrière, avant de rejoindre l’industrie du karaoké à Phnom Penh à 19 ans.

### Carrière
Channthy, alors chanteuse de karaoké, rencontre en 2009 à Phnom Penh Julien Poulson, un musicien australien. Tous deux décident de former le groupe The Cambodian Space Project, et d’interpréter des reprises de rock'n'roll cambodgien des années 60 et 70,. 
Leur premier album, Knyon Mun Sok Jet Te, sort au format vinyle en 2010, et comprend des reprises d’artistes cambodgien, et deux chansons composées par Channthy.
Le groupe se produit avec le guitariste Dennis Coffey, et participe à des tournées en Asie, mais aussi dans le reste du monde, en Europe et en Australie. Kak Channthy se déclare inspirée par la chanteuse Pan Ron, une célébrité nationale des années 60, probablement exécutée à la fin du régime khmer rouge.
En 2011, elle est nommée ambassadrice de l’ONU pour la campagne UNiTE (contre les violences faites aux femmes dans le monde).
Kak Channthy meurt lors d’un accident de la route le 20 mars 2018 : le tuk-tuk dans lequel elle avait pris place est percuté par un automobiliste ; elle décède sur le coup.

## Discographie

### Avec The Cambodian Space Project
- Knyon Mun Sok Jet Te (I'm Unsatisfied), vinyle 45 tours, 2010
- 2011: A Space Odyssey, 2011
- Not Easy Rock'n'Roll, 2012
- Whisky Cambodia, 2014
- Electric Blue Boogaloo, 2015
- Spaced-Out In Wonderland, 2017

## Filmographie
- The Cambodian Space Project: Not Easy Rock'n'roll, documentaire de Marc Eberle, 2015
- Rocking Cambodia: Rise of a Pop Diva, 2017